# Иодат магния
Иодат магния — неорганическое соединение,
соль магния и иодноватой кислоты с формулой Mg(IO3)2,
бесцветные кристаллы,
растворяется в воде,
образует кристаллогидраты.

## Получение
- Реакция гидроксида магния и иодноватой кислоты:

{\displaystyle {\mathsf {Mg(OH)_{2}+2HIO_{3}\ {\xrightarrow {}}\ Mg(IO_{3})_{2}+2H_{2}O}}}

## Физические свойства
Иодат магния образует бесцветные кристаллы.
Растворяется в воде.
Образует кристаллогидраты состава Mg(IO3)2•n H2O, где n = 4 и 10, которые теряют воду при 210°С.